# كركرة (صوت)
الكَرْكَرة هي صوت الديك الرومي.